# Transformers: The Battle to Save the Earth
Transformers: The Battle to Save the Earth is een actierollenspel. Het spel is gebaseerd op de animatieserie The Transformers. Het spel werd ontwikkeld en uitgegeven door Activision in 1986.
In het spel neemt de speler de rol aan van verschillende Autobots. Doel van het spel is voorkomen dat de Decepticons verschillende plekken op Aarde veroveren en hun ultieme wapen bouwen. Er zijn 15 plaatsen die de speler moet verdedigen, en acht bespeelbare autobots.

## Personages
- Cliffjumper
- Hound
- Pipes
- Kup
- Bumblebee
- Blurr
- Rodimus Prime/Hot Rod

## Ontvangst
Het spel werd slecht ontvangen:
| Beoordeeld door                | Jaar | Score |
| ------------------------------ | ---- | ----- |
| ASM (Aktueller Software Markt) | 1987 | 52%   |
| Zzap!64                        | 1987 | 40%   |